# Paul Julien
Paul Frédéric Joseph Alphonse (Paul) Julien (Utrecht, 28 maart 1901 – Wassenaar, 17 februari 2001) was een Nederlands ontdekkingsreiziger ('woudloper', zoals zijn uitgever hem noemde) en antropoloog die rond de Tweede Wereldoorlog maar vooral in de jaren daarna grote bekendheid heeft gekregen door zijn Afrikaanse reisverslagen. In vier boeken voorzien van eigen foto's beschrijft Julien de 28/29 expedities die hij leidde tussen 1926 en 1952 in – zoals het toen werd genoemd – 'donker Afrika'. 

## Jeugd en opleiding
Julien volgde het stedelijk gymnasium in Utrecht, waarna hij begon met een studie chemie aan de Universiteit Utrecht waar hij in 1923 cum laude zijn kandidaatsdiploma behaalde. Na een studiereis naar Nederlands-Indië in 1926 legde hij in 1930 succesvol zijn doctoraalexamen af. In 1933 promoveerde hij onder Hugo Rudolph Kruyt. 
Van 1934 tot 1965 was Julien als scheikundeleraar verbonden aan het Rooms-katholiek meisjeslyceum in Den Haag. 

## Ontdekkingsreizen
Juliens hart lag bij de antropologie (destijds veelal aangeduid als etnologie), en aangespoord door arts Marianne van Herwerden startte hij met het maken van ontdekkingsreizen. In 1938 had hij al 10 expedities geleid. Hij trok steeds met een karavaan van inheemse dragers door het Afrikaanse oerwoud om onderzoek te doen. Aanvankelijk verrichtte hij onderzoek naar lichaams- en schedelmaten, maar later ook naar bloedgroepen en het voorkomen van o.a. slaapziekte onder de bevolking. Hij was een van de eersten die onderzoek deed naar de verwantschappen van pygmeeën en hun levenswijze en wereldbeeld.
Zijn belevenissen en ontmoetingen beschreef hij in een viertal boeken. Deze boeken zijn – zoals hij zelf in de inleiding van zijn eerste boek verklaart – geen wetenschappelijke vaklitteratuur, noch bellettrie. In Kampvuren langs de evenaar wil hij naar eigen zeggen slechts zijn belevingen fragmentarisch vastleggen en enkele belangrijke figuren die hij ontmoette, belichten. In De eeuwige wildernis staan met name de insecten die de mensen belagen centraal. Zijn Pygmeeën noemt hij in het voorwoord "Een boek dat over de kleine jagers van het Afrikaanse oerwoud spreken wil en deze primitieven niet op de eerste plaats als wetenschappelijk probleem wil zien, maar boven alles als medeschepselen en mensen naast ons." Het laatste boek van zijn hand was Zonen van Cham. Ook hield Julien radiovoordrachten voor de KRO over zijn reizen: van 1932 t/m 1938, in 1946/1947 en van 1949 t/m 1952.

### Context
Paul Julien reisde rond in Afrika in een tijd waarin dit continent nog nagenoeg geheel werd gekoloniseerd door West-Europese mogendheden. In deze tijd was de rooms-katholieke Kerk ook in Afrika nog op grote schaal missionair actief aanwezig. Voor Paul Julien waren de koloniale verhoudingen een vanzelfsprekend gegeven. Als gelovig rooms-katholiek diende hij op zijn tochten vaak de nooddoop toe aan stervenden. De 21ste-eeuwse lezer krijgt door zijn boeken inzicht in de koloniale en rooms-katholieke manier waarop in zijn tijd tegen de inwoners van Afrika werd aangekeken.      
In zijn boeken richtte Paul Julien zich tot een breed publiek, mede met als doel om de toenmalige luisteraars naar zijn radiovoordrachten uitvoeriger te informeren over zijn ervaringen en inzichten. De in de jaren vijftig van de twintigste eeuw verschenen (en in vele talen vertaalde) herdrukken zijn aan de modernere spelling aangepast, waardoor de leesbaarheid van de boeken voor de huidige lezer geen probleem hoeft op te leveren. De erin opgenomen door Paul Julien gemaakte foto's zijn van hoge kwaliteit en nog te zien, deels ook online, in het Nederlands Fotomuseum.
Van 1947 tot 1949 was Julien voorzitter van het Nederlandsch Nationaal Bureau voor Anthropologie. Tevens was hij lid van het bestuur van het Koninklijk Nederlands Aardrijkskundig Genootschap.